# 取り立て屋
取り立て屋（とりたてや）とは、債権者あるいは債権譲渡を受けた債権者で債務者に金銭の返済を迫る者をいう。

## その他
- 貸金契約（金銭消費貸借契約）の取立方法は、貸金業規制法で規制されている。
- 債権者から代理人を依頼された弁護士・認定司法書士（金額制限あり）のことも、債務者から取り立て屋と呼ばれることがある。
- 債権者から取り立てだけを依頼された弁護士や認定司法書士（金額制限あり）で無い者が、取立て（金銭の返済あるいは支払いを迫ること）をすることはできない。そのため、合法性を求める為に、取り立て屋は債権を買い取ることが多い。これを、切り取ると言う。転じて、切り取り屋とも言われる。
- 反社会的組織などが債権者から債権を買い取り、当該債権を理由に、債務者から強引な取り立てをするなどの問題が多い。
- 売掛債権を保有する者が債務者に返済を迫る場合も、取り立て屋と呼ばれることがある。
- 本来は、商人や貸金業者は、反社会的な組織を利用せずに、法律を利用し債権回収をするのが望ましい社会である。しかし、債務者の側にも取り込み詐欺集団などの反社会的組織が存在する。これには警察の対応が鈍いとの指摘もある。